# 로스앤젤레스 차저스

로스앤젤레스 차저스(영어: Los Angeles Chargers)는 미국 캘리포니아주 로스앤젤레스에 본거지를 둔 NFL팀이다. AFC 서부지구에 소속되어 있다.